# 서린바이오사이언스
(주)서린바이오사이언스는 백신·항체 기반 치료제·세포치료제·면역 세포치료제·혈액제제·진단시약 분야의 시약, 기기, 생산 원재료, 서비스 등 토탈 솔루션을 제공하는 기업이다.
주요 고객으로는 삼성바이오로직스, 엘지화학, 녹십자 등의 기업체와 서울대, 연세대, 고려대 등의 전국 대부분의 대학과 아산병원, 삼성의료원, 서울대병원 등의 병원 연구기관과 질병관리처, 농업진흥청 등의 공공기관으로 구성되어 있다.
제품으로는 아포균과 대장균을 포함한 12종 유해균에 대한 살균력과 코로나19 바이러스를 30초 이내에 99.95% 사멸시키는 살균력을 입증받은 친환경 위생/살균수 미산성차아염소산수 제조장비인 ecoTree를 공급하고 있으며, 서린생명과학연구소에서 분자진단 연구 개발을 진행하고 있다.

자회사는 피부미용 의료기기 제조 및 판매 기업인 서린메디케어, 발효화장품 전문회사인 제노자임, 살균수 제조 판매 기업인 에코트리메디칼이 자회사로 구성되어 있다. 매출 구성은 상품매출 92.1% 제품매출 5.9% 임대매출 및 기타매출 2% 가량으로 구성되어 있다.

## 삼성 바이오 관련주
크지는 않으나 지속적으로 흑자를 내는 기업이기도 하다. 2015년 7월에는 삼성그룹 계열인 삼성바이오로직스에서 바이오시밀러 등 바이오 관련 사업에 적극적으로 투자할 것이라는 소식이 전해지며 수혜 기대감에 가격제한폭까지 오른 일이 있다. 이때 삼성바이오로직스와 연관되어 사업을 하는 업체인 영인프런티어, 바이넥스도 동반 폭등하여, 이들은 삼성 바이오 관련 테마주를 형성하게 되었다. 다만, 서린바이오가 삼성바이오로직스에 시약을 납품하는 것은 사실이나 실제로 추후에 수혜를 입을지는 미지수라는 지적도 있다.

## 같이 보기
- 테마주
- 바이오시밀러
- 삼성바이오로직스
- 오리엔트바이오
- 바이넥스

## 참고 문헌
1. ↑  "제2의 반도체로" 삼성 사장 한마디에…삼성바이오 관련주 날았다 보관됨 2015-07-23 - 웨이백 머신, 이데일리 2015.07.22